# Stauraglaura tetragonima
Stauraglaura tetragonima är en nässeldjursart som beskrevs av Ernst Haeckel 1879. Stauraglaura tetragonima ingår i släktet Stauraglaura och familjen Rhopalonematidae. Inga underarter finns listade i Catalogue of Life.